# Asiático
L'Asiático est une boisson alcoolisée à base de café, très consommée dans toute la région de Murcie et traditionnelle dans la gastronomie du Campo de Cartagena.

## Recette

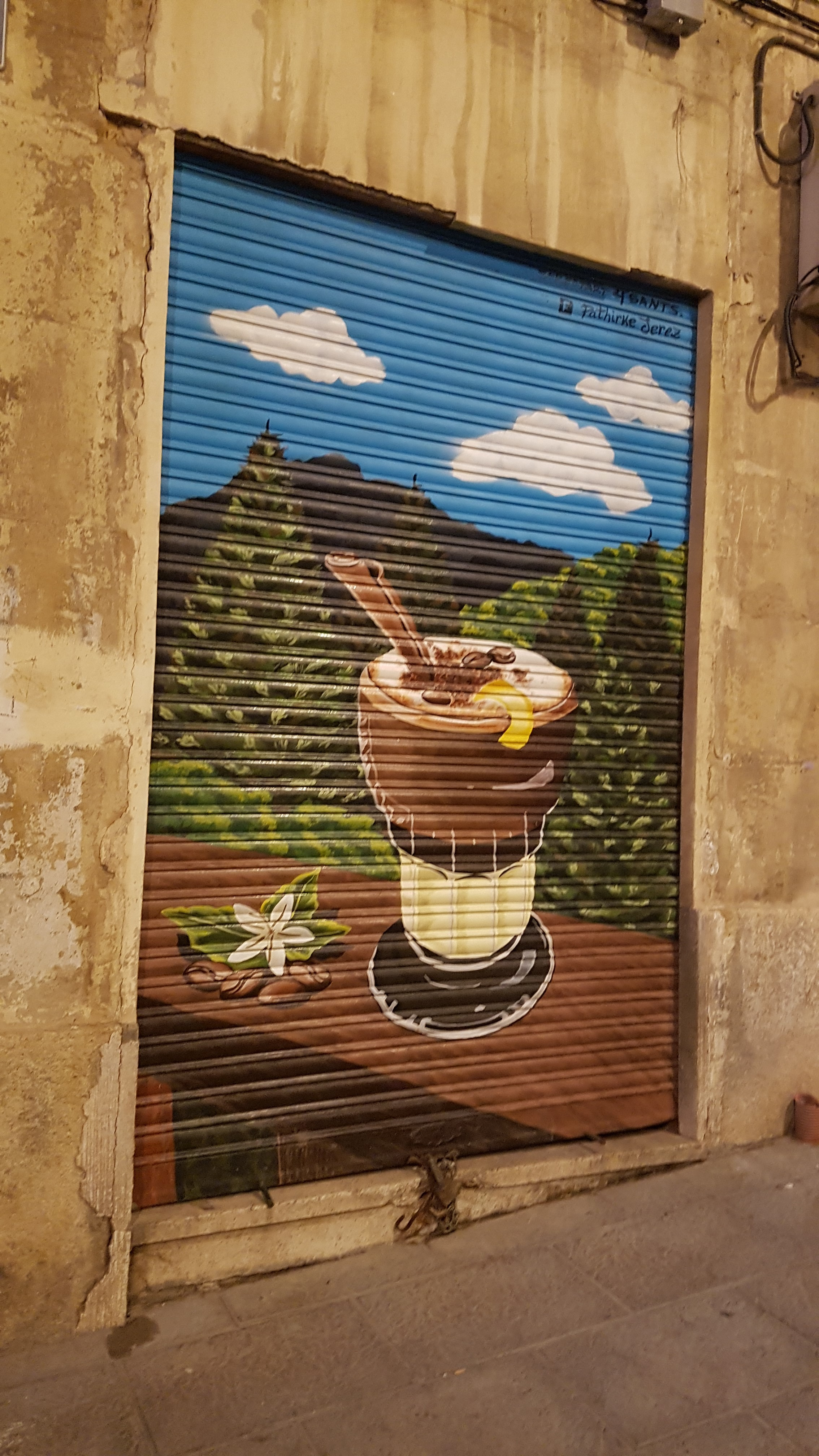
Une coupe d'Asiático, en graffiti à Carthagène.

Selon le Diccionario práctico de gastronomía y salud de Jordá Juan, ouvrage sorti en 2011, la recette de l'Asiático consiste en un carajillo de café avec du lait concentré, accompagné de quelques gouttes de liqueur d'œuf, comme l'Advocaat, ou principalement du Licor 43. Il existe des variantes qui ajoutent également des ingrédients comme le cognac, le zeste de citron, la cannelle et les grains de café.
Le cocktail est généralement servi dans un verre spécial, fait de verre plus épais que d'habitude pour éviter l'effondrement thermique du récipient.

## Histoire
L'origine de la recette est contestée. Traditionnellement, on considère que l'Asiático a été conçu en 1947 par Pedro Conesa Ortega dans son établissement d'El Albujón, le bar Pedrín,, bien qu'en 2019 un livre a été publié dans lequel Juan Ignacio Ferrández et Ángel Vicente Roig affirment, preuves à l'appui, qu'au moins sept ans auparavant, le produit était déjà servi dans des locaux du centre historique de Carthagène.
La raison du nom Asiático (qui signifie « asiatique » en espagnol) a également donné lieu à diverses théories, comme celle qui soutient qu'il doit son nom à l'émulation du nom ruso (« russe ») qui avait été donné à une autre boisson apparue dans une ville voisine, ou celle qui affirme que « russe » était précisément son nom original, mais qu'en raison de ses connotations politiques pendant la dictature franquiste - car il était associé à la Russie soviétique - il a été changé en « asiatique ».
En 2011, le peintre Pedro Trillo-Figueroa a présenté son exposition Algunas formas de tomar un Asiático. Depuis cette même année, Carthagène organise également la Ruta del Asiático, une activité gastronomique au cours de laquelle différents restaurants de la ville proposent des plats asiatiques à un prix fixe, et les clients ont la possibilité de voter pour celui qu'ils ont le plus apprécié, le gagnant recevant un prix des sponsors. Le développement de cette activité a été fait pour coïncider avec la célébration de la Ruta de la Tapa, afin d'encourager la consommation.
Depuis les années 2010, le Conseil municipal cherche à promouvoir cette boisson comme symbole de la ville afin de l'exploiter comme un élément typique pour les touristes, raison pour laquelle des campagnes d'information sont menées dans les commerces. En 2018, le parti politique Movimiento Ciudadano de Carthagène a promu une demande auprès de la Direction générale du patrimoine culturel de la Région de Murcie dans laquelle il demandait la déclaration de la boisson comme bien immatériel d'intérêt culturel, qui a toutefois été rejetée en mars 2019,.